# Соролья, Хоакин
Хоаки́н Сорóйя-и-Басти́да (исп. Joaquín Sorolla y Bastida, 27 февраля 1863, Валенсия — 10 августа 1923, Серседилья) — испанский живописец. Крупнейший представитель импрессионизма в Испании.

## Биография и творчество
Хоакин Соролья родился в Валенсии 27 февраля 1863 года. Когда ребёнку было всего два года, его родители умерли от холеры. Вместе с сестрой мальчик воспитывался в семье тётки.
Начал учиться живописи в 14 лет, сначала в Валенсии у Франсиско Прадильи, затем в Мадриде. В 1885 году получил от Испанской академии в Риме (исп.) пособие на четырёхлетнюю учебу в столице Италии. Побывал в Париже, познакомился с современной живописью, из которой выделил для себя произведения Жюля Бастьен-Лепажа и Адольфа Менцеля. В 1888 году вернулся в Валенсию, в 1890 году с женой и дочерью переехал в Мадрид, где у него родились ещё две дочери.

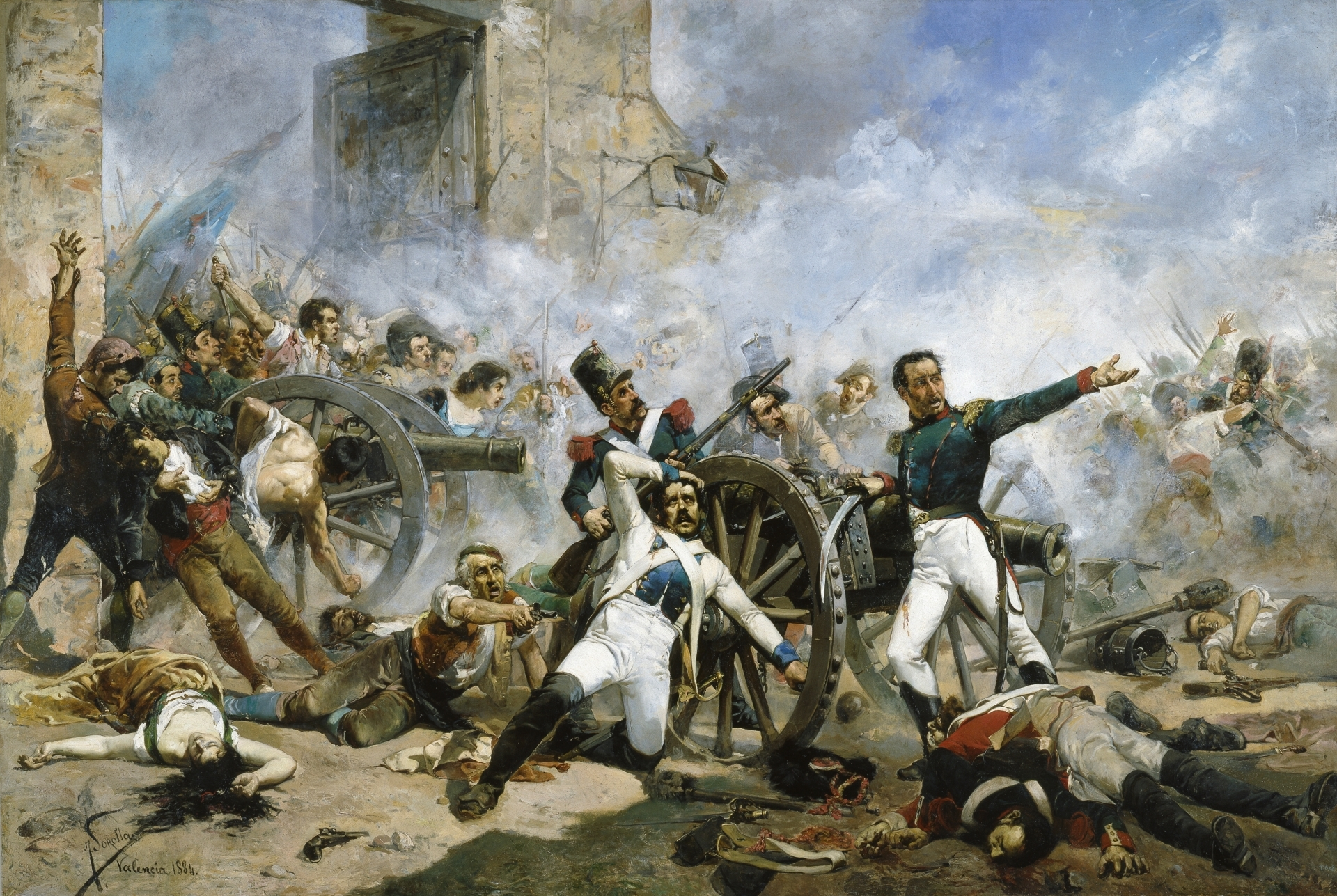
Гибель капитана Педро Веларде у артиллерийской казармы Монтелеон в ходе антифранцузского Мадридского восстания 2 мая 1808 года. 1884, музей Прадо, Мадрид.

В последующее десятилетие к художнику пришёл национальный и международный успех: его работы были награждены премиями в Испании и США, отмечены критикой и публикой на Парижских салонах. Венцом стала экспозиция его работ на Всемирной выставке в Париже (1900), за которую он был награждён почетной медалью и орденом Почётного легиона, стал почётным членом художественных академий Парижа, Лиссабона и Валенсии. После масштабной выставки в Париже в 1906 году, где было представлено около 500 его работ, Соролья получил звание офицера ордена Почетного легиона. Выставки его полотен такого же размаха прошли в Великобритании и США. В 1911 году Соролья подписал с американским магнатом и меценатом Арчером Хантингтоном контракт на серию картин об Испании, в которой представил быт испанских провинций (серия была завершена в 1919 и открыта для публики в 1926 году).
После инсульта, в 1920 году застигшего художника за мольбертом в собственном саду, был парализован в течение трёх последних лет жизни.

## Посмертное признание
Хоакин Соролья отличался необычайной творческой энергией и оставил свыше 2000 произведений. Вдова мастера передала его работы в дар Испанской республике. Они составили основную коллекцию Музея Сорольи в его доме и мастерской в Мадриде, который был открыт в 1932 году. Американский промышленник и коллекционер Пол Гетти приобрел десять пейзажных полотен Сорольи для своего музея. Работы художника находятся в крупнейших музейных собраниях мира от Берлина до Буэнос-Айреса.
В 2007 году выставка работ Сорольи и Сарджента прошла в парижском Малом дворце. В 2009 году персональная выставка Сорольи была развернута в Прадо и музее Нимейера (португ.) в Куритибе.
В 2016 году в Мюнхенском Кунстхалле прошла большая выставка Сорольи. В 2019 году в Лондонской национальной галерее прошла большая временная выставка Сорольи под названием «Хоакин Соролья: Испанский мастер света». В 2022 году в Палаццо Реале в Милане прошла крупная временная выставка Сорольи под названием «Хоакин Соролья: Питторе ди Люче» (художник света).

## Избранные работы
- «Художник Хуан Эспина-и-Капо», 1892, Прадо, Мадрид
- «Художник Аурелиано де Беруэте», 1902, Прадо, Мадрид.
- «Обнажённая женщина», 1902. Музей Сорольи, Мадрид
- «Художник Антонио Гомар-и-Гомар», 1907, Прадо, Мадрид.
- «Доктор Хоакин Декреф-и-Руис», 1907, Прадо, Мадрид.
- «Купание коня». 1909. Музей Сорольи, Мадрид.
- «Дети на пляже», 1910, Прадо, Мадрид.

## Галерея

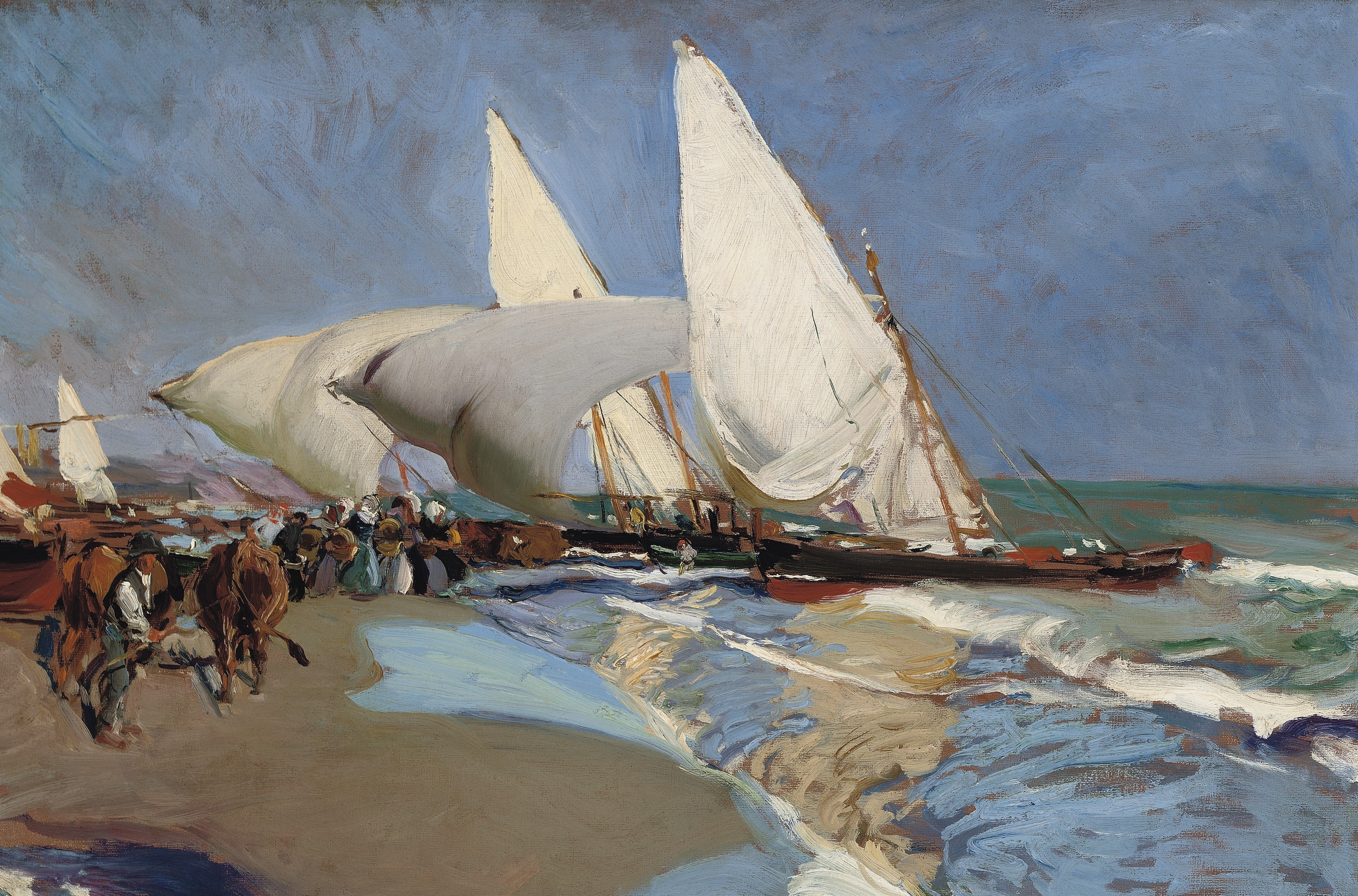
Пляж в Валенсии. 1908
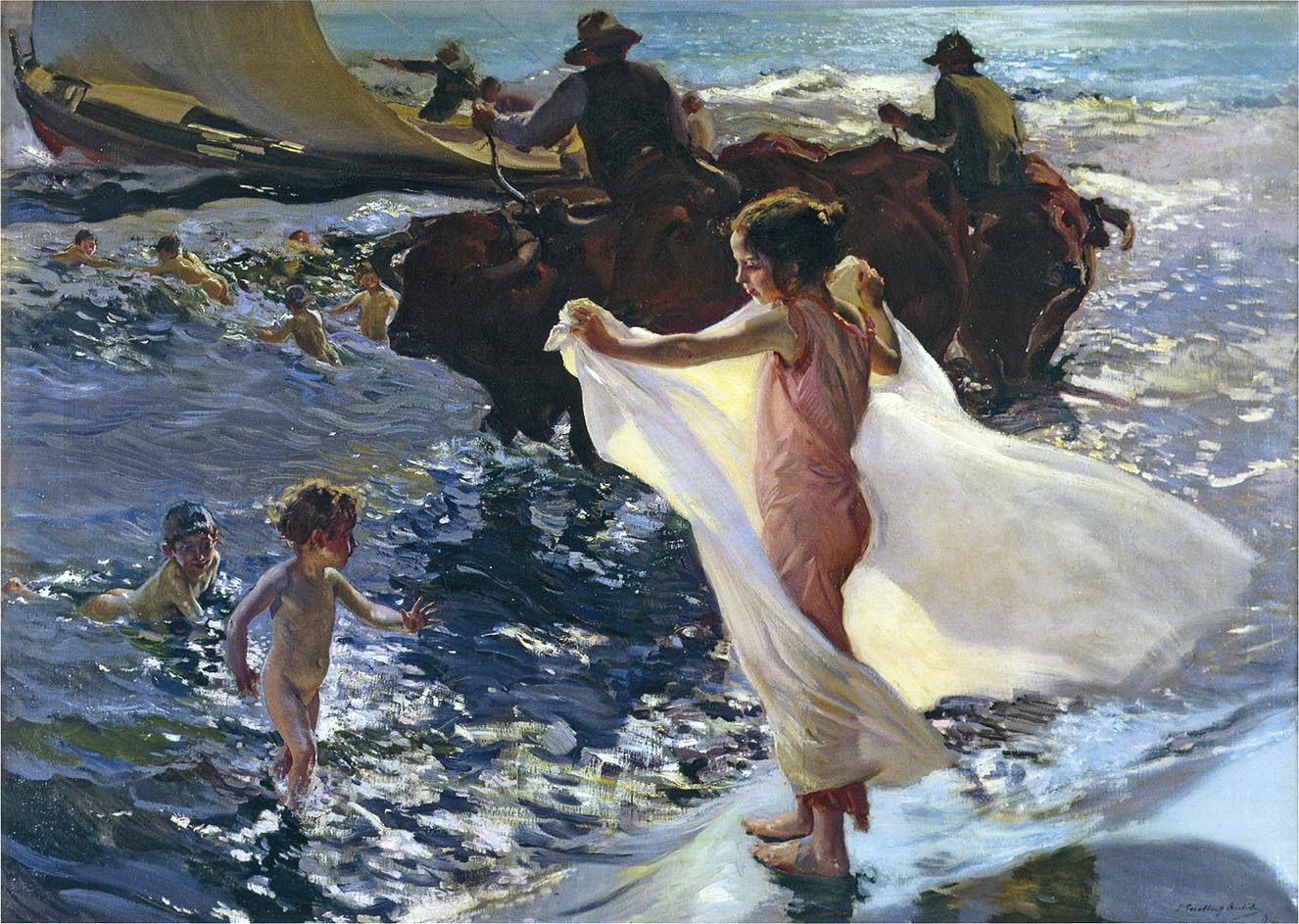
Купание. 1904
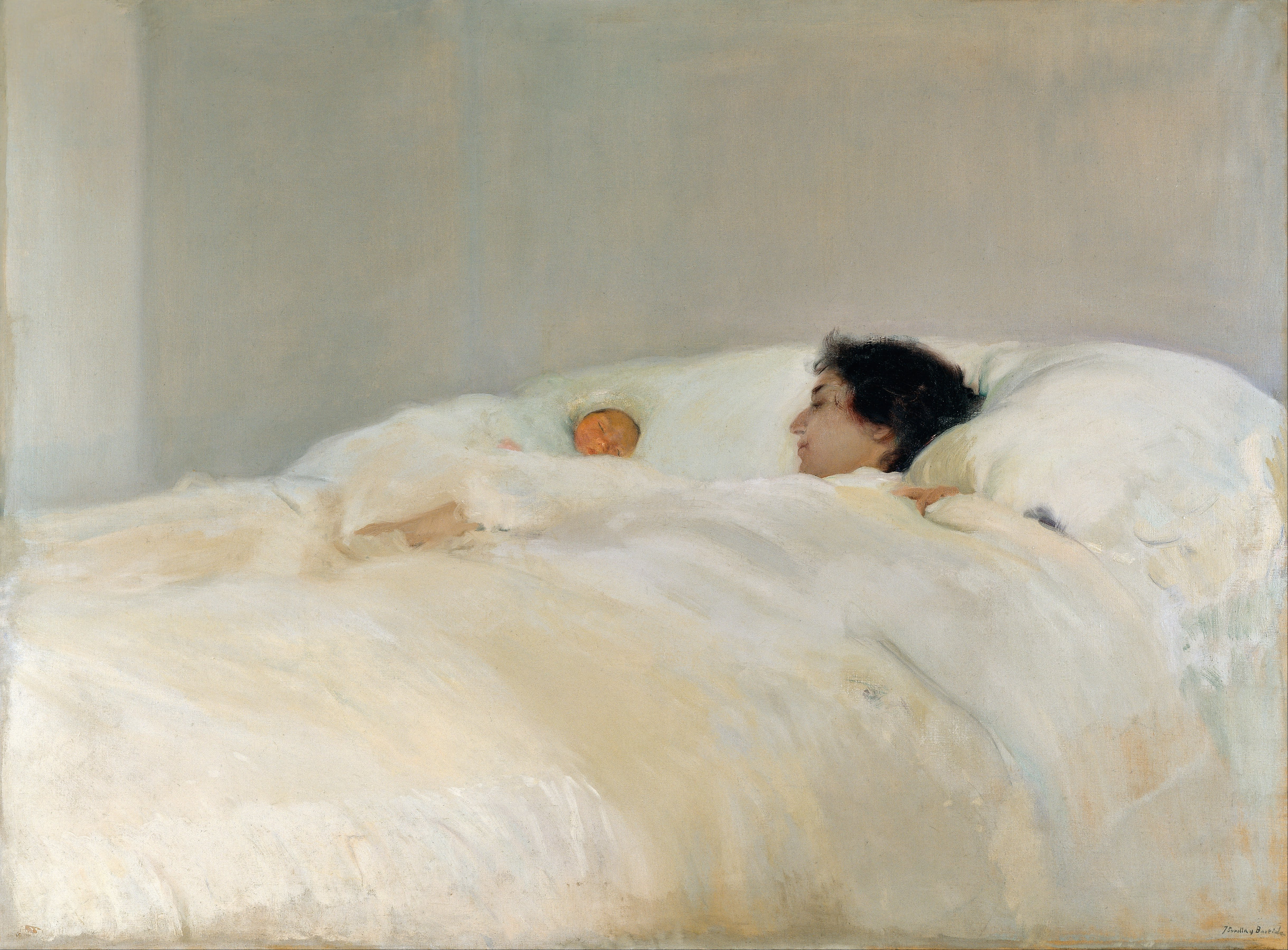
Мать. 1895. Музей Сорольи
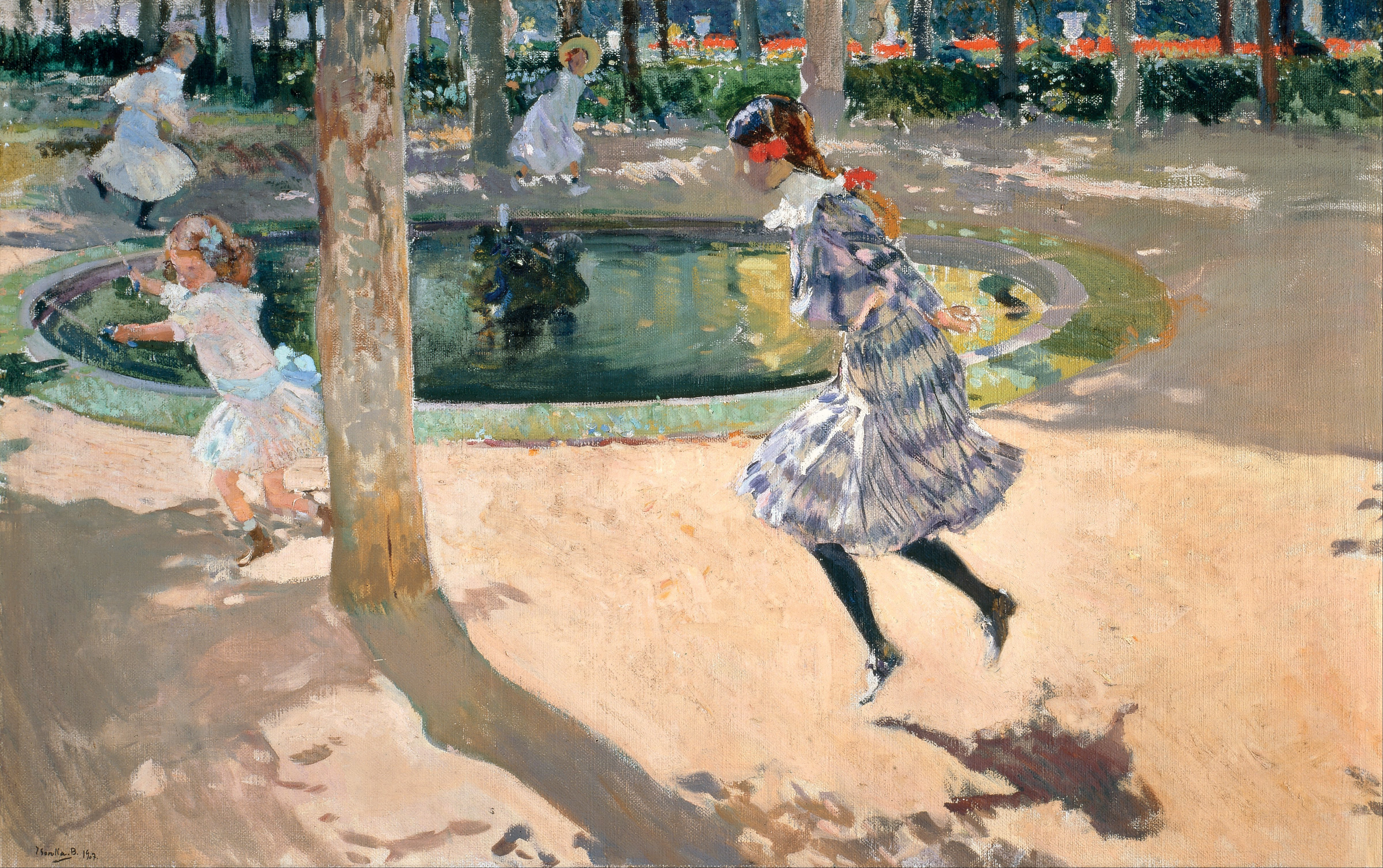
Скакалка. 1907. Музей Сорольи
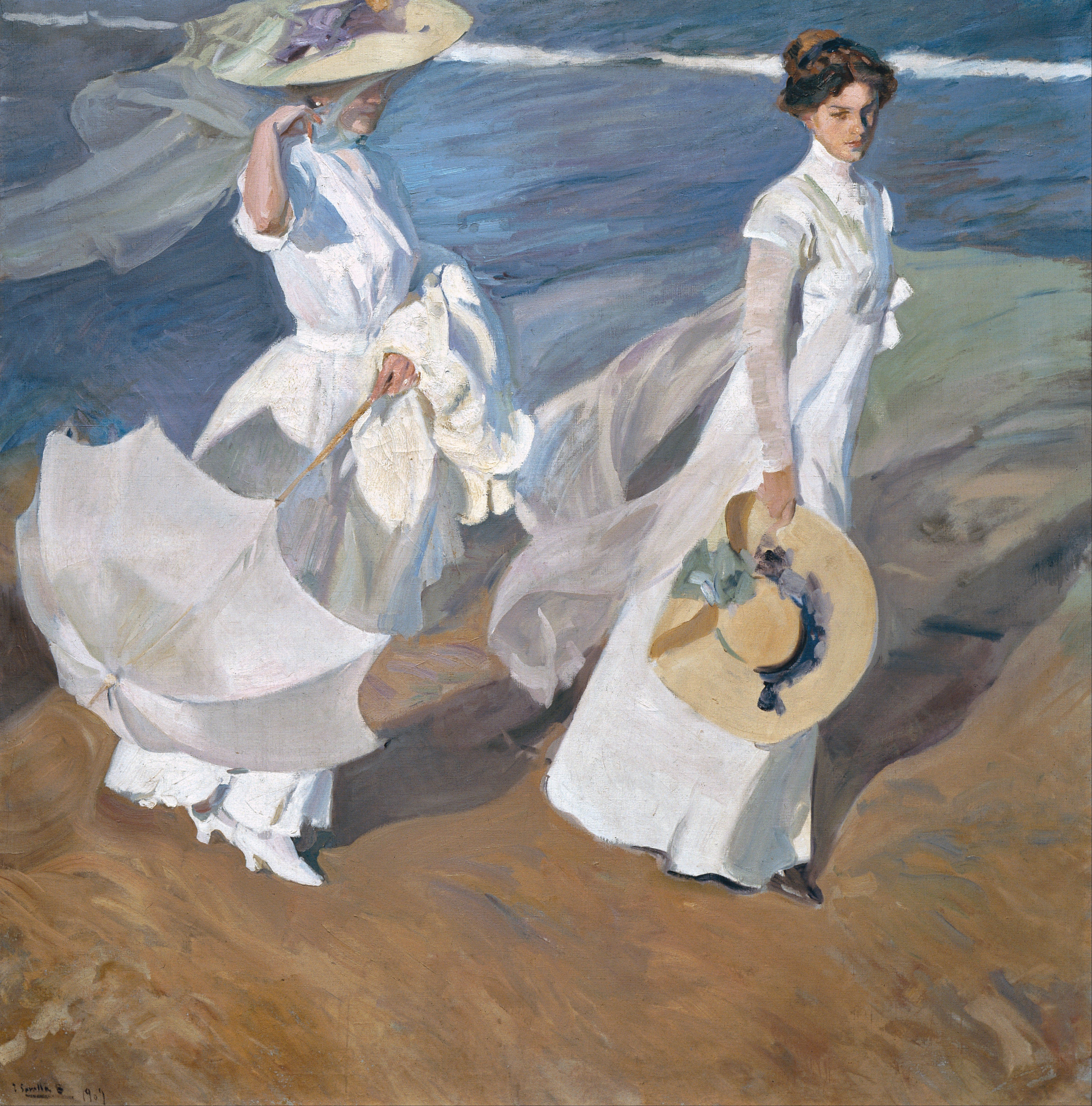
Прогулка по пляжу. 1909. Музей Сорольи
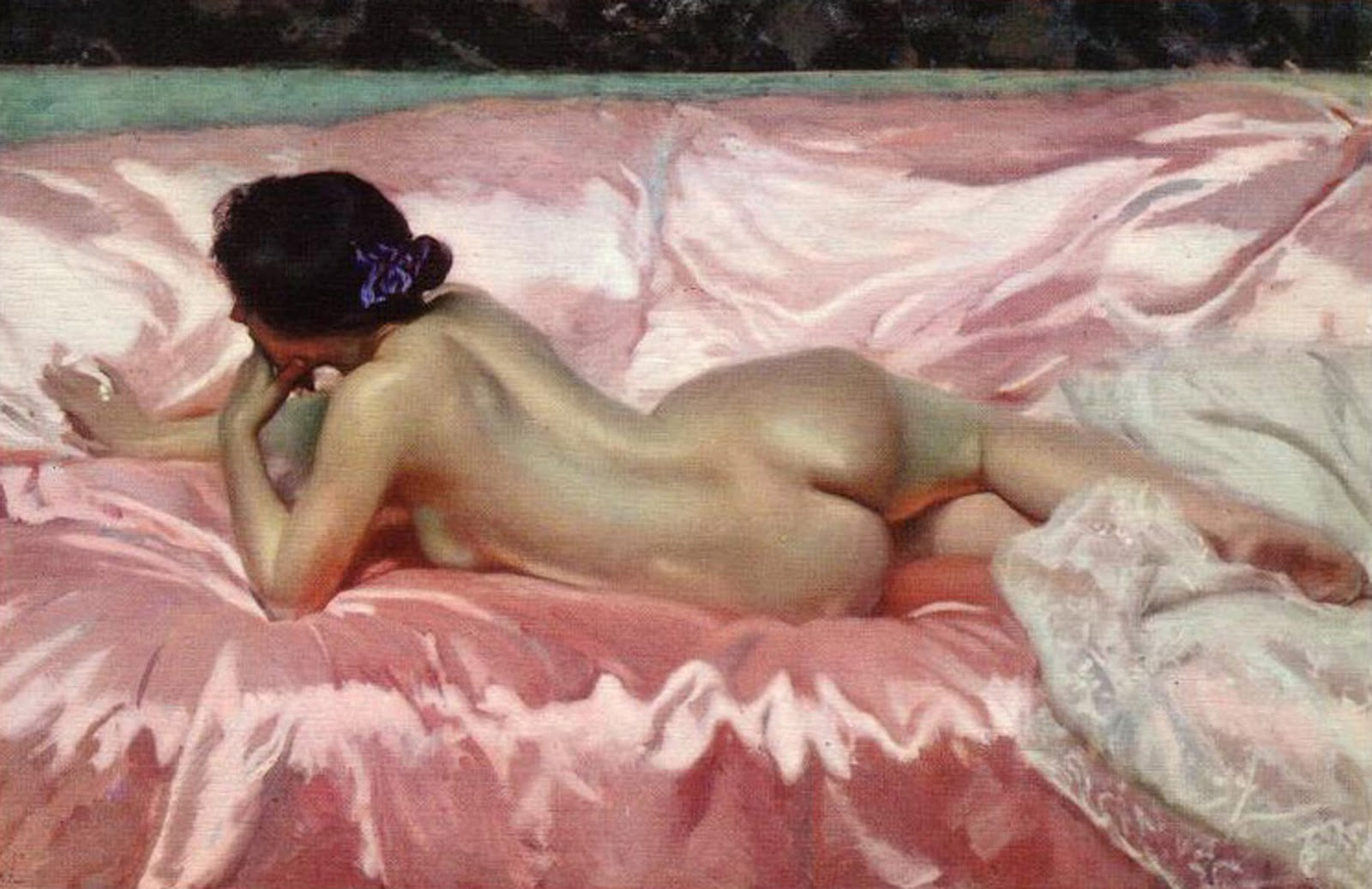
Обнажённая женщина, 1902. Музей Сорольи
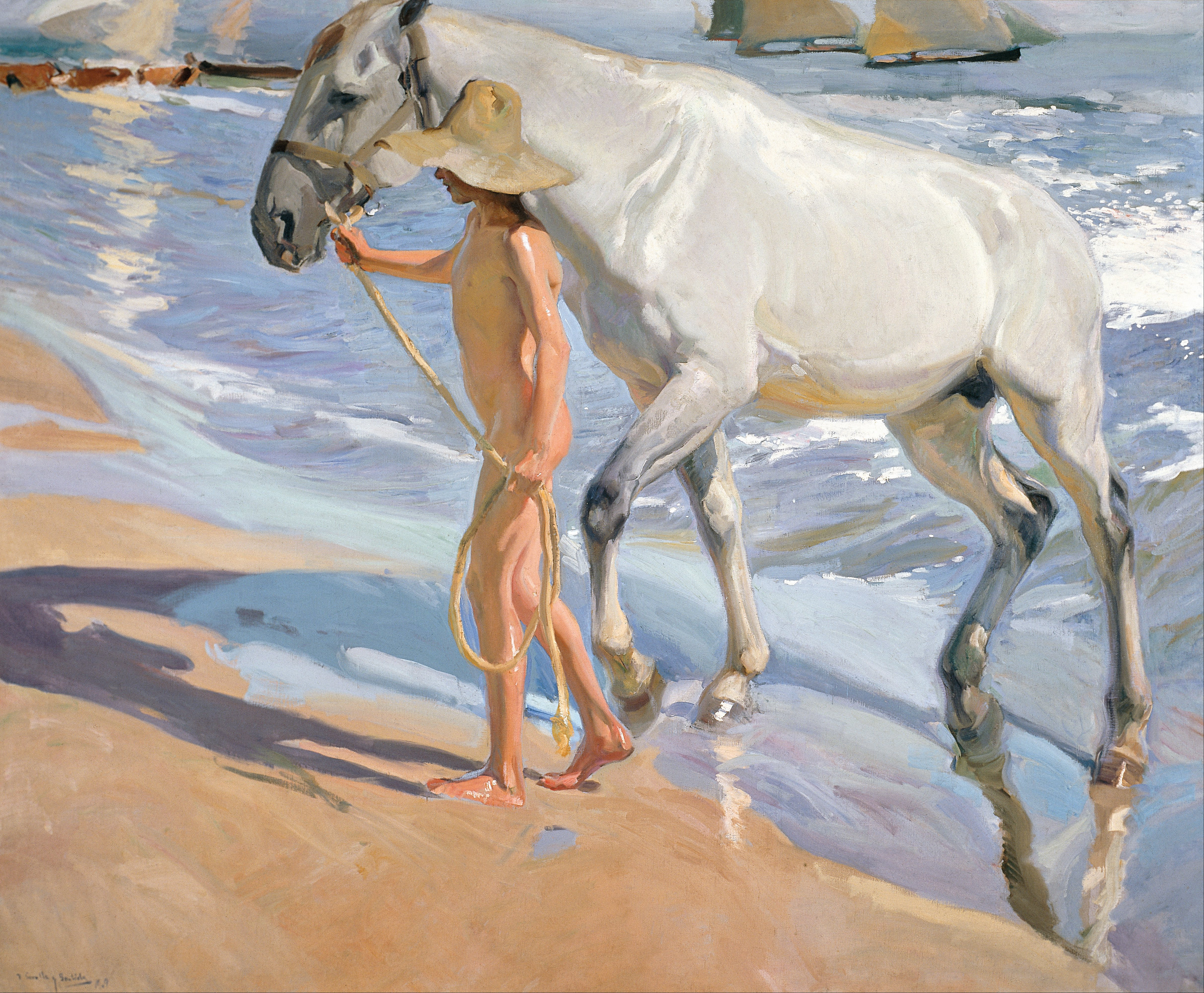
Купание коня. 1909. Музей Сорольи
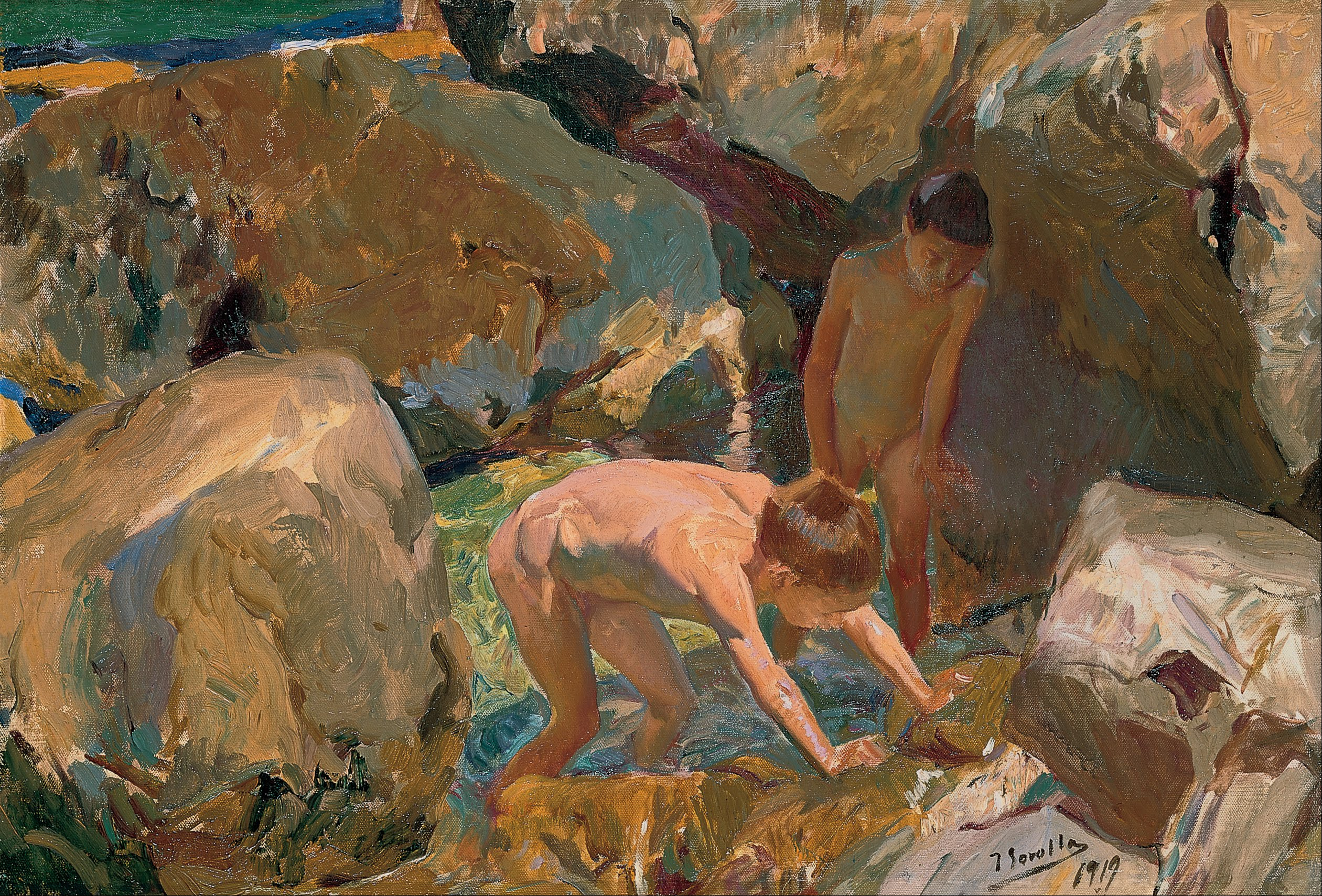
Дети, собирающие ракушки. 1919. Фонд банка Сантандер
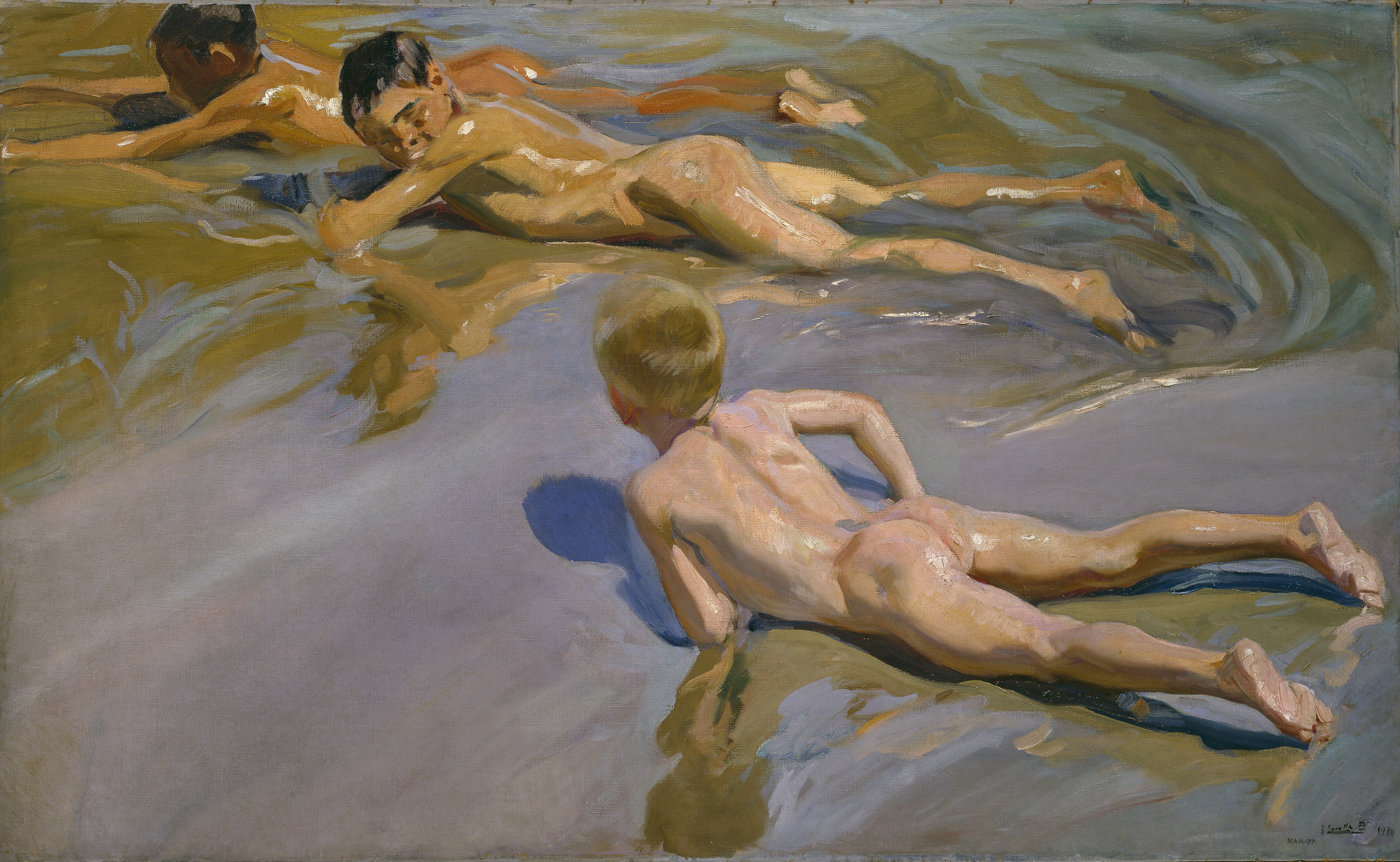
Дети на пляже, 1910. Музей Прадо